# Манастир Жањица
Манастир Жањица припада Митрополији црногорско-приморској Српске православне цркве. Налази се на острву Мала Жањица у близини острва Мамуле (раније Велика Жањица).

## Прошлост
Манастир Ваведења Пресвете Богородице. Храм потиче из 12. вијека Према његовом печату из 15. вијека, који се чува у манастиру Савина, види се да је Ваведењски храм био метох савинског манастира. Цркву Ваведења Пресвете Богородице су током времена називали и Мала Госпођа, а у једном документу у Которском архиву из 1508. године, који садржи опоруку о завјештању перпера цркви, срећемо и назив Света Марија на Жањици.
Најстарији дио цјелине представља једнобродна црква Ваведења Пресвете Богородице, за коју се вјерује да потиче из 15. вијека. У унутрашњости цркве су сачувани остаци фресака. Остаци фреско- сликарства постоје и на западној, јужној и источној фасади. Нови фрескопис у 21. вијеку, угрожава велика влага. Сава Петровић Његош се жалио 1755. г. млетачком провидуру да овај стари православни манастир желе католици да отму. Спомиње католичке бискупе и попове којима нису доста њихови храмови него хоће и православне да узму, који су вазда били православни, па наводи свету Госпођу у Жањиц, која је вазда била збора михољскога и тада је њихова... Провидура наговарају да се мути крајина и пук. Моли да им заповједи да стоје с миром. Имају доста цркава и констатује да нисмо ни ми ђаволи но кршћани, и ми се Богу молимо и клањамо. Та је црквица вазда нашег закона била. Манастирска икона Пресвете Богородице се данас налази на Пељешцу, код Оребића. Слава храма је Ваведење, а љетна завјетна слава је Полагања ризе Пресвете Богородице.
Васко Костић је писао и о покушајима отимања православних цркава Луштице од стране римокатоличких власти и Католичке цркве.

## Галерија
- Аустроугарска тврђава Арза и света обитељ Жањице
- Манастир на острву, Рт Оштро у Хрватској и острво Мамула (десно) у Црној Гори
- Реплика старог манастирског печата, који се данас чува у ризници манастира Савине
- Реплика иконе Богородице која је некада била у овом манастиру, а данас је код Оребића. По католичкој верзији, однесена је због опасности од турске власти,[9] а по православној је отета православнима у доба Млечана.
- Икона Богородице жањичке у католичком самостану у Оребићу.